# Sotto falso nome (album)
Sotto falso nome è un album, pubblicato il 4 marzo 2004, del pianista e compositore italiano Ludovico Einaudi, e colonna sonora dell'omonimo film Sotto falso nome diretto da Roberto Andò.

## Tracce
Musiche di Ludovico Einaudi.
1. Nei varchi di luce – 6:21
2. La piscina – 2:44
3. On – 4:32
4. Come ombre – 2:07
5. Sotto falso nome – 3:59
6. La casa nel bosco – 1:31
7. Uno strano destino – 3:52
8. Cache-Cache – 3:52
9. Memory – 4:25
10. Il mio segreto – 6:03
11. Lo scambio – 1:41
12. La visita – 4:03
13. Ever – 3:27
14. Histoire Sans Nom – 3:55
15. Soltanto un ricordo – 2:16
16. Il viaggio d'inverno – 4:13
17. Nell'incanto – 2:09

Durata totale: 61:10